# Colchicum hirsutum
Colchicum hirsutum är en tidlöseväxtart som beskrevs av Stef. Colchicum hirsutum ingår i släktet tidlösor, och familjen tidlöseväxter. Inga underarter finns listade i Catalogue of Life.